# Juan Heredia Mena
Juan Rafael Heredia Mena (ur. 1982) – hiszpański zapaśnik walczący w stylu klasycznym i w grapplingu. Zajął trzynaste miejsce na mistrzostwach Europy w 2018. Brązowy medalista mistrzostw śródziemnomorskich w 2016 roku.